# Morannes sur Sarthe-Daumeray
Morannes sur Sarthe-Daumeray é uma comuna francesa na região administrativa da Pays de la Loire, no departamento de Maine-et-Loire. Estende-se por uma área de 87,88 km². Em 2010 a comuna tinha 3 734 habitantes (densidade: 42,5 hab./km²).
A municipalidade foi estabelecida em 1 de janeiro de 2017 e consiste na fusão das antigas comunas de Daumeray e Morannes-sur-Sarthe.